# Ретроспективная память
Ретроспективная память — это та информация о человеке, которая состоит из событий, диалогов когда-то были в прошлом.

## Объяснение

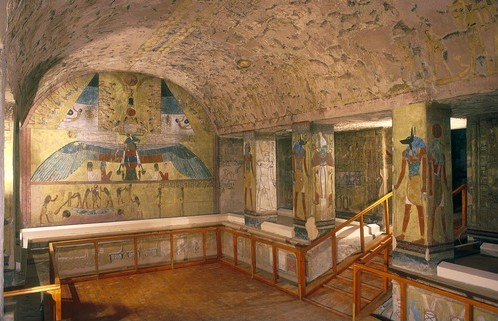
Пример внутренней отделки гробницы

Примером ретроспективной памяти можно считать информацию о погибшем полученную в ходе общения с человеком, событиях произошедших с ним в прошлом. Такие воспоминания делятся на 2 части — на ретроспективную память и проспективную. В Древней Греции незабываемые достижения погибшего считались — победы на соревнованиях и необычайные заслуги. В Древнем Египте это были — добрые деяния для своего народа и в частности для своей семьи. Если углубляться в историю памяти о погибшем то мы узнаем что в Древнем Египте где существовала ретроспективная и проспективная память. Эта связь создавалась не тем насколько человек был знатен и богат и который воздвигал себе монументальную гробницу — тем самым проспективно делал память о самом себе. А тем каким образом он проявлял свою любовь к своим предкам и потомкам, как почитал память о своих родителей. Древний Египет это необычное государство, это относится не только к целым «городам» гробницу. Монументальное надгробие это — внешний символ, который своим величеством и красотой будто-бы говорит людям: «Смотрите что я сделал, помните меня, я сделал многое.»
Память об умерших — это парадигматический случай воспоминаний, «создающею общность». Обращая на воспоминания о человеке, общность подтверждает свою идентичность. Памятники — это учреждения идентичности оставшихся в живых (Р. Козелек статья: Философия исторического времени и практика истории Козелека)

## Примечание
1. ↑  Ян Ассман. Культурная память. Письмо, память о прошлом и политическая идентичность в высоких культурах древности / Пер.с нем. М. М. Сокольская. — 2017. — 368 с. — ISBN 9785040711901. Архивировано 22 августа 2021 года.